# Егинкудук
Егинкудук (каз. Егінқұдық) — село в Курмангазинском районе Атырауской области Казахстана. Входит в состав Суюндукского сельского округа. Код КАТО — 234667300.

## Население
В 1999 году население села составляло 329 человек (171 мужчина и 158 женщин). По данным переписи 2009 года, в селе проживало 358 человек (191 мужчина и 167 женщин).